# Satisfactory
Satisfactory er et tidlig-adgang spil af den svenske videospilsudvikler Coffee Stain Studios. Det er et 3D first-person open world-spil, som handler om at udforske verden og bygge en fabrik. I spillet er det en stor fordel at automatisere sin produktion af materialer i stedet for at bygge alt selv. Spillet blev udgivet i tidlig adgang den 19. Marts 2019.
Spillet er meget inspireret af et andet computerspil kaldet Factorio og har det samme koncept. Man arbejder for et firma kaldet FICSIT, og man er blevet sendt ned på en fremmed planet for at udvinde og udnytte planetens ressourcer. Satisfactory er ikke procedurally-generated (som betyder at den verden man spiller i er genereret af en computer, og at ikke to verdener er ens)
Spillet kan købes på Epic Games Store og Steam.

## Omsætning
Indenfor tre måneder efter udgivelsen af tidlig-adgang, var der solgt over 500.000 kopier. I juli 2020, var der solgt mere end 1,3 millioner kopier. På baggrund af data indsamlet af Simon Carless i midt 2021, har Satisfactory haft en indtjening på 11,5 million amerikanske dollars, hvilket oversteg det beløb Epic Games havde sikret som minimumsudbetaling til Coffee Stain.